# Cantieri navali Odero
Les Cantieri navali Odero (en français: chantiers navals d'Odero) étaient des chantiers navals du royaume d'Italie dans la dernière partie du XIXe siècle et la première moitié du XXe siècle.

## Histoire

### Chantiers navals Westermann (Cantieri Westermann)
Les origines des chantiers navals d'Odero remontent à 1846, lorsque les frères Westermann ont créé un chantier naval à Sestri Ponente. L'ingénieur Giuseppe Westermann avait obtenu une concession de la municipalité de Sestri Ponente pour construire une fonderie et un atelier de construction de machines hydrauliques. Le premier grand chantier naval sur la plage du bord de mer avait été ouvert en 1815 par le charpentier Agostino Briasco (qui est devenu le « Cantiere per le costruzioni navali in legno « Fratelli Cadenaccio » au milieu du siècle).
Les connaissances mécaniques des Westermann étant avancées par rapport aux réalités de la péninsule, leur usine est devenue l'un des premiers centres de formation d'ouvriers et de techniciens spécialisés de la région génoise, s'intégrant ainsi au tissu économique local. L'activité était orientée pour répondre à la demande de produits en fer de l'industrie navale de Sestrese, une des réalités les plus importantes de l'Italie de la pré-unification
En 1865, l'usine était considérée comme unique en son genre en Italie, étant à la fois un grand chantier naval pour la construction de navires en fer et à vapeur et une usine colossale d'industries mécaniques. Dans l'usine étaient construits des navires avec des coques composites, avec des armatures métalliques et des planches de bois, et des navires qui combinaient des systèmes de propulsion à vapeur à la voile classique.
Les compétences techniques présentes dans le chantier naval Westermann n'étaient cependant pas suffisantes pour donner une continuité à l'initiative et, en 1871, le chantier naval a connu une profonde crise financière et n'a pas pu mener à bien la commande de deux navires à vapeur en construction pour l'armateur Schiaffino.

### Chantiers navals d'Odero (Cantieri Odero)
Un groupe de financiers, d'armateurs et d'industriels tente de sauver le chantier naval, mais la société qui le reprend est éphémère et laisse en 1872 les rênes à l'un de ses membres, le marchand et financier Nicolò Odero, qui en devient l'unique propriétaire. Odero, qui vient du monde du commerce maritime, a injecté les liquidités nécessaires pour terminer la construction des deux navires à vapeur et a également pu faire face à une période de crise grave pour la construction navale traditionnelle, en se consacrant à d'autres domaines de l'industrie mécanique. L'usine produisait également des chaudières à vapeur, des machines fixes, de grosses pompes, des grues hydrauliques, des ponts métalliques pour les rivières Les résultats économiques n'étaient pas entièrement satisfaisants, mais les résultats techniques étaient définis par les observateurs contemporains comme « brillants » et le nombre d'employés en 1874 dépassait les 500. Le très jeune Attilio Odero, né en 1854, fils de Nicolò Odero, entre à l'usine.
Une grande opportunité de développement dans l'industrie de la construction navale, surtout à Gênes, surtout dans les années 1880, était les commandes militaires. À cette époque, le chantier naval Odero a construit 14 torpilleurs, 1 destroyer et 4 pétroliers. La production militaire a eu un effet moteur sur la production civile, représentant un saut qualitatif pour le chantier naval, qui est revenu à la construction de grands navires marchands lorsque les commandes militaires ont diminué. Dans le chantier naval, des cargos, des navires à passagers, des voiliers en fer, des bateaux fluviaux, des ferries ont été lancés et le chiffre d'affaires a augmenté de manière significative, passant d'une moyenne de 600 000 lires au cours de la période de sept ans 1883-90 à une moyenne de 3,2 millions de lires au cours de la période de sept ans suivante. En outre, parallèlement à l'activité de construction navale, plusieurs lignes de production mécanique et de charpenterie en fer ont été réalisées dans l'usine et, pour répondre aux nouvelles exigences de production, le chantier a été agrandi et équipé de machines plus avancées. Selon les estimations disponibles, le chantier naval d'Odero a augmenté sa valeur entre 1883 et 1890 d'environ 1 million de lires
En 1890, Nicolo Odero, alors accompagné de son fils Attilio en matière de gestion et d'organisation, forme, avec l'industriel et financier Armando Raggio, une société en commandite, la « Nicolò Odero e C. », avec un million de lires de capital à louer auprès de la municipalité de Gênes ; le chantier naval de la Foce (Cantiere della Foce) : ancien arsenal de la république de Gênes puis de la marine sarde. Il s'agissait d'un chantier naval situé à l'embouchure du fleuve Bisagno, qui, au tournant de l'unification de l'Italie, avait été géré par les frères Orlando, quatre frères propriétaires d'une industrie mécanique à Palerme, qu'ils avaient dû quitter pour des raisons politiques; les frères Orlando avaient commencé leur activité de construction navale avec la gestion de l'Arsenal de Gênes, dont Luigi Orlando, l'un des frères, avait été directeur. Après le transfert de leur entreprise à Livourne, en 1880, Enrico Cravero avait loué à la ville l'ancien Cantiere della Foce et, en quelques années, avait transformé l'ancien Arsenal de Gênes en un complexe industriel moderne,
Cravero n'avait que partiellement bénéficié de la situation économique favorable, mais le chantier naval a été relancé et, après un peu plus d'un an, un paquebot de 3 500 tonneaux a été mis à l'eau.
En 1897, la main-d'œuvre employée dans les deux chantiers navals était d'environ 2 400 personnes
L'activité des chantiers navals d'Odero était principalement liée à des entreprises telles que Navigazione Generale Italiana, avec la construction de navires à passagers. Les chantiers navals d'Odero ont également été impliqués dans la fourniture de bateaux à vapeur à roues pour la navigation sur les lacs, notamment pour la Società Lariana. L'un de ces navires (le Concordia, 1926) est toujours en service sur le lac de Côme, le seul exemple restant dans le monde d'un navire à vapeur avec un moteur de type Arturo Caprotti. Dans la décennie entre 1897 et 1907, le chiffre d'affaires des commandes de la Regia Marina (Marine Royale italienne) n'était que de 13,5 % avec 8,4 millions, contre 86,5 % pour les constructions de la marine marchande avec 53,7 millions
Le succès de l'industrie navale a été le tremplin vers des projets de développement qui allaient faire des Odero l'un des groupes économiques les plus puissants de l'époque giolittienne. Entre 1898 et 1899, Attilio et Michele Odero entrent dans le groupe de contrôle de Terni, dans le but d'intégrer en amont et de garantir l'approvisionnement en produits semi-finis pour leur activité principale. Entre-temps, la nécessité pour l'Italie de réduire sa dépendance dans le domaine du fer et de l'acier vis-à-vis de l'industrie étrangère a poussé à entamer en 1904 les opérations d'intégration de l'activité sidérurgique avec celle de la construction navale, dans le secteur de l'industrie de l'armement, ce qui a conduit à la constitution de la « Vickers Terni Società italiana di artiglierie ed armamenti », résultat d'une participation conjointe entre Vickers of London et Acciaierie di Terni pour la constitution d'une usine d'artillerie navale à La Spezia. La souscription des capitaux a été effectuée par Terni, Vickers, Cantieri Navali Orlando, Cantieri Navali Odero, et personnellement par Giuseppe Orlando et Attilio Odero, qui ont fondé en 1904 la société en commandite « Nicolò Odero fu Alessandro e C. » avec un capital de 3 millions de lires, fourni pour les 9/10 par Terni, établie afin de rendre plus solides les interconnexions entre la construction navale et l'industrie sidérurgique. Jusqu'alors, à l'exception de la Regi Arsenali, la production d'artillerie en Italie était confiée à une seule usine privée, la société Armstrong di Pozzuoli. Après l'achèvement de l'usine en 1908, la société a remporté d'importants contrats pour la fourniture de canons pour les navires de la Regia Marina.
La construction navale reste l'activité principale du groupe et en 1906, il participe à la constitution de la société Cantieri Navali Riuniti qui regroupe les chantiers navals de Palerme, Ancône et Muggiano. Des initiatives dans des secteurs tels que la sidérurgie ou la production d'armes visent à renforcer la production navale, et les chantiers navals d'Odero deviennent de plus en plus un interlocuteur privilégié du pouvoir politique et de la grande banque mixte (Banca mista). Cette relation a assuré une continuité des commandes de l'État qui, surtout à la fin de la première décennie du XXe siècle, s'est avérée décisive pour l'activité des chantiers navals avec des emplois qui ont par conséquent augmenté de 400 unités entre 1907 et 1910, ce qui a conduit Odero à la décision d'agrandir le chantier naval de Sestri en construisant deux nouvelles cales de halage pour les navires de plus grande taille

### La période entre les deux guerres
Engagés dans la construction en temps de guerre pendant la Première Guerre mondiale, les chantiers navals d'Odero sont entrés dans une phase de crise dans les années 1920, pendant laquelle peu de navires ont été construits, bien que de bonne qualité, essentiellement militaires, beaucoup d'entre eux pour les marines sud-américaines. En 1921, la famille Perrone, propriétaire d'Ansaldo, abandonne la société Ansaldo-San Giorgio qui gère le chantier naval de Muggiano et la société passe sous le contrôle des Odero. En 1922, « Vickers » décide de mettre fin à la coentreprise avec « Acciaierie di Terni » qui reste l'unique propriétaire de l'usine Vickers-Terni à La Spezia. Fin 1924, la société Odero e C. de Gênes, qui gère le chantier naval de l'embouchure, est constituée par la « società in accomandita Odero fu Alessandro e C. » de Gênes Sestri et, en 1926, la nouvelle société devient « Cantieri navali Odero s.p.a. », avec un capital de 40 millions de lires. En 1927, l'usine de Vickers-Terni a été reprise par la société Ansaldo-San Giorgio, contrôlée par Odero, qui l'a rachetée à l'Acciaierie di Terni et la nouvelle société a pris le nom d'« Odero-Terni ».
En 1929, à la suite de la grave crise du chantier naval Orlando à Leghorn, la société Odero, qui gérait le chantier naval de Gênes à l'embouchure et le chantier naval de Sestri Ponente, a été incorporée à la société Odero-Terni, avec l'ancienne usine Vickers-Terni, le chantier naval de Muggiano et les chantiers navals d'Orlando à Livourne, et la société a pris le nom de « Società per la costruzione di navi, macchine ed artiglierie Odero-Terni-Orlando », abrégé en « OTO », formant ainsi un complexe mécanique-navale avec quatre usines de production : l'« usine d'artillerie de La Spezia » (ancienne Vickers Terni), le chantier naval de Muggiano (anciennement FIAT-San Giorgio), le chantier naval de Gênes-Sestri Ponente (anciennement Odero) et le chantier naval de Livourne (anciennement Orlando). L'objectif de la société était de construire, vendre et réparer des navires, des vaisseaux de guerre (militaires et civils) et de l'artillerie de toutes sortes.
Au début des années 1930, le chantier naval situé à l'embouchure du fleuve Bisagno, où la dernière unité, le croiseur argentin ARA Almirante Brown, avait été lancée en 1929, a été fermé à la suite de la restructuration urbaine de la ville de Gênes. Sa fermeture a également entraîné la fermeture du chantier naval de Sestri Ponente, ce qui a permis l'agrandissement de l'établissement technique naval d'Ansaldo.
En 1934, la « Termo-meccanica italiana », anciennement « A. Cerpelli & C. », spécialisée dans la production de pompes et de machines embarquées, a également rejoint OTO.

### Des années suivant la Seconde Guerre mondiale jusqu'à aujourd'hui
À la fin de la Seconde Guerre mondiale, l'activité de construction navale a été abandonnée en 1949 et vendue à Ansaldo, tandis que dans l'ancienne usine de Vickers-Terni, au début de l'après-guerre, la production de l'entreprise, contrôlée par l'IRI (Istituto per la Ricostruzione Industriale ou en français: Institut de reconstruction industrielle), a été convertie sur la réalisation de produits civils tels que des tracteurs (tracteurs OTO Melara) et des châssis. Le 19 avril 1951, la société a changé de nom pour devenir la « Società meccanica della Melara » dont le siège est à Rome et en 1953, elle a changé de nom pour devenir OTO Melara, du nom du quartier de La Spezia à Melara où se trouvait l'usine.
Après l'adhésion de l'Italie à l'OTAN, la société a repris la production dans le secteur de la défense à partir du milieu des années 50.
Le 1er juillet 1975, la société est passée de l'IRI à l'EFIM (Ente partecipazioni e finanziamento industrie manifatturiere ou en français: ). En 1994, après la liquidation de l'EFIM et la fusion avec Breda Meccanica Bresciana, elle est devenue Otobreda, une division d'Alenia Difesa. Depuis 2001, la société a repris le nom d'Oto Melara spa et fait partie du groupe Finmeccanica (aujourd'hui Leonardo).

## Réalisations

### Navires civils
Quelques-uns des plus importants navires civils lancés par les chantiers navals d'Odero :
| Année de lancement | Nom               | Type de construction                          | Engagement                                              | Informations spécifiques | Photo |
| ------------------ | ----------------- | --------------------------------------------- | ------------------------------------------------------- | ------------------------ | ----- |
| 1905               | Italia            | Bateau à vapeur à passagers et navire-hôpital | La Veloce Navigazione Italiana a Vapore et Regia Marina | Cantiere della Foce      |       |
| 1910               | Città di Siracusa | Bateau à vapeur à passagers                   | Ferrovie dello Stto Italiane                            | Cantiere della Foce      |       |
| 1928               | Ichnusa           | Bateau à vapeur à passagers et Draguer        | Tirrenia di Navigazione et Regia Marina                 | Cantiere della Foce      |       |

### Navires militaires
Quelques-uns des plus importants navires militaires lancés par les chantiers navals d'Odero :
| Année de lancement | Nom                 | Type de construction | Engagement                       | Informations spécifiques                        | Photo |
| ------------------ | ------------------- | -------------------- | -------------------------------- | ----------------------------------------------- | ----- |
| 1908               | Amalfi              | Croiseur cuirassé    | Regia Marina                     | Cantiere della Foce                             |       |
| 1911               | Leonardo da Vinci   | Cuirassé             | Regia Marina                     | Cantiere della Foce                             |       |
| 1929               | ARA Almirante Brown | Croiseur lourd       | Armada de la República Argentina | dernier navire construit au Cantiere della Foce |       |